# Hardy (Sänger)

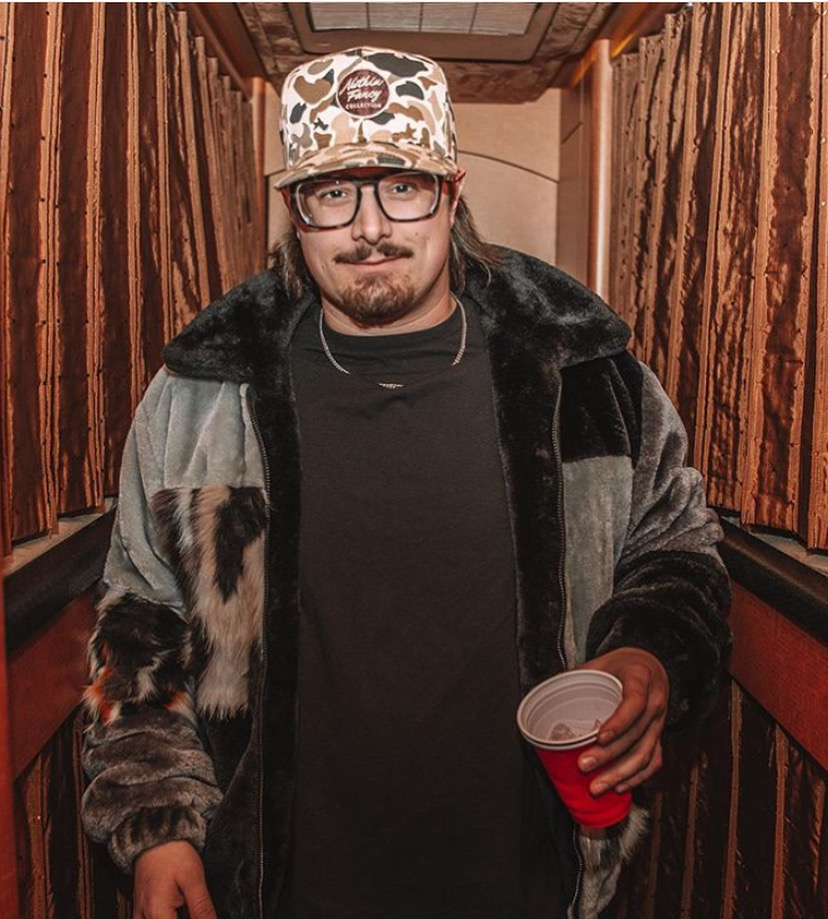
Hardy (2020)

Michael Wilson Hardy (* 13. September 1990 in Philadelphia, Mississippi) ist ein US-amerikanischer Country-Rock-Sänger und Songwriter. Als Solokünstler hat er drei Studioalben veröffentlicht. Darüber hinaus schrieb er Lieder für Künstler wie Florida Georgia Line, Chris Lane, Blake Shelton, Thomas Rhett oder Morgan Wallen. Bei den Academy of Country Music Awards 2022 wurde er als Songwriter of the Year und ein Jahr später als Artist-Songwriter of the Year ausgezeichnet.

## Werdegang

### Frühe Jahre undA Rock(bis 2021)
Michael Wilson Hardy wuchs im US-amerikanischen Bundesstaat Mississippi auf und kam über seinen Vater mit Musik in Berührung, mit dem er als Kind viel Rockmusik, Classic Rock und Grunge hörte. Im Alter von 17 Jahren begann er damit, selber Lieder zu schreiben, um ein Mädchen von seiner High School zu beeindrucken. Nach seinem Abschluss an der Neshoba Central High School ging er an die Middle Tennessee State University in Murfreesboro. Dort erwarb er einen Abschluss im Songwriting. Anschließend zog Hardy nach Nashville, wo er im 2012 die Band Florida Georgia Line kennenlernte und begann, Songs für die Gruppe zu schreiben. 2017 schrieb Hardy für Morgan Wallen das Lied Up Down, das in den USA mit Vierfachplatin ausgezeichnet wurde. Ein Jahr später wurde Hardy von dem Plattenlabel Big Loud Records unter Vertrag genommen.
Im Oktober 2018 veröffentlichte Hardy seine Debüt-EP This Ole Boy, die von Joey Moi produziert wurde. Hardy ging danach mit Morgan Wallen auf Tournee. Im Januar 2019 folgte die zweite EP Where to Find Me, bevor Hardy im Vorprogramm von Florida Georgia Line durch die USA tourte. Hixtape, Vol. 1 erschien im September 2019. Hierbei handelt es sich um eine Country-Version des im Hip-Hop-Bereich verbreiteten Mixtapes. Als Gastsänger konnte Hardy Künstler wie Cole Swindell, Dustin Lynch, Morgan Wallen, Trace Adkins, Joe Diffie, Thomas Rhett, Keith Urban, Hillary Lindsey, Mitchell Tenpenny, Tracy Lawrence, Jake Owen, Lauren Alaina und Devin Dawson sowie den Gitarristen Zakk Wylde verpflichten. Hardy sollte im Jahre 2020 bei Thomas Rhetts Center Point Road Tour im Vorprogramm auftreten, jedoch wurde die Tournee wegen der COVID-19-Pandemie verschoben.
Stattdessen nahm Hardy mit den Produzenten Joey Moi und Derek Wells sein Debütalbum A Rock auf, das im September 2020 erschien und Platz 24 der US-amerikanischen Albumcharts erreichte. Ein Jahr später tourte Hardy mit Sean Stemaly und Jason Aldean und veröffentlichte im Dezember 2021 das Mixtape Hixtape, Vol. 2, bei dem unter anderem Brantley Gilbert, die Brothers Osborne, Chase Rice, Chris Lane, Chris Shiflett, Colt Ford, David Lee Murphy, Dierks Bentley, Granger Smith, Jake Owen, Jimmie Allen, Jon Pardi, Josh Thompson, Justin Moore, Lee Brice, Marty Stuart, Morgan Wallen, Randy Houser, Rhett Akins und Scotty McCreery als Gäste mitwirkten. Hardy wurde bei den Country Music Association Awards 2021 in der Kategorie New Male Artist of the Year nominiert. Bei den Academy of Country Music Awards 2022 erhielt Hardy die Auszeichnung in der Kategorie Songwriter of the Year sowie eine Nominierung in der Kategorie New Male Artist of the Year.

### The Mockingbird & The CrowundQuit(seit 2022)
Im Frühjahr 2022 tourte Hardy im Vorprogramm von Morgan Wallen durch die USA. Am 2. Oktober 2022 verunglückte der Tourbus nach einem Konzert in Bristol, Tennessee, bei dem die Insassen zahlreiche Knochenbrüche erlitten. Laut dem mitgereisten Tourfotografen Tanner Gallagher hätten mehrere Ärzte bestätigt, dass es ein Wunder ist, dass alle den Unfall überlebten. Das mit den Produzenten Joey Moi und Derek Wells aufgenommene zweite Album The Mockingbird & The Crow erschien am 20. Januar 2023. Das Album enthält sowohl Country- als auch Rocksongs. Als Gastmusiker treten Morgan Wallen, Lainey Wilson und Jeremy McKinnon auf. The Mockingbird & The Crow stieg auf Platz vier der US-amerikanischen Albumcharts ein und erreichte jeweils Platz eins der Top Country Albums und der Top Rock Albums. Die Single Sold Out wurde bei die Wrestlingveranstaltung WWE Royal Rumble als Titellied verwendet.
Bei den CMT Music Awards wurde das Musikvideo für die Single Wait in the Truck in der Kategorie Collaborative Video of the Year ausgezeichnet. Bei den Academy of Country Music Awards 2023 erhielt Hardy drei Preise bei sieben Nominierungen, darunter zwei in der Kategorie Song of the Year. Im Frühjahr 2023 spielte Hardy eine Headliner-Tournee mit dem Countrysänger Jameson Rodgers und der Rockband Blame My Youth als Vorgruppen. Diese wurde im Herbst 2023 fortgesetzt, dieses Mal mit Lainey Wilson und Dylan Marlowe im Vorprogramm. Im März 2024 veröffentlichte Hardy mit Hixtape, Vol. 3: Difftape sein drittes Mixtape, welches eine Hommage an den verstorbenen Countrysänger Joe Diffie darstellt. Hardys drittes Studioalbum Quit folgte im Juli 2024 und erreichte Platz 23 der US-amerikanischen Albumcharts. Als Gastmusiker sind der Schlagzeuger Chad Smith von den Red Hot Chili Peppers sowie die Sänger Knox und Fred Durst von der Band Limp Bizkit. Am 7. Februar 2025 veröffentlichte Hardy sein erstes Livealbum Hardy (Live from Red Rocks).

## Stil
Stephen Thomas Erlewine vom Onlinemagazin Allmusic schrieb, dass Hardy „im skrupellosen Country und Arena-Rock verwurzelt“ wäre. Er würde nicht „der freundlichen Prahlerei des Bro-Country oder der stylischen Country-R&B-Mode der späten 2010er Jahre erliegen“. James Daykin vom Onlinemagazin Entertainment Focus fragte in seiner Rezension des Albums The Mockingbird & The Crow, ob es „in den letzten fünf Jahren einen einflussreicheren Songwriter in der Country-Musik“ gegeben hätte. Er bezeichnete Hardy als „aufrichtiges Einhorn“ und „Disruptor, der half, Country-Musik weg von den Clubs und den R&B-Rhythmen“ zurückzubringen. Erica Zisman vom Onlinemagazin Country Swag bezeichnete Hardy als „meisterhaften Sprachkünstler“. Hardy hätte ein Händchen dafür, Wörter mit harten Gitarren und Schlagzeug auf wahrhaft unerwartete, aber spektakuläre Weise zu verweben.

## Diskografie
Studioalben

| Jahr | Titel Musiklabel                    | Höchstplatzierung, Gesamtwochen, AuszeichnungChartplatzierungen (Jahr, Titel, Musiklabel, Platzierungen, Wochen, Auszeichnungen, Anmerkungen) | Höchstplatzierung, Gesamtwochen, AuszeichnungChartplatzierungen (Jahr, Titel, Musiklabel, Platzierungen, Wochen, Auszeichnungen, Anmerkungen) | Höchstplatzierung, Gesamtwochen, AuszeichnungChartplatzierungen (Jahr, Titel, Musiklabel, Platzierungen, Wochen, Auszeichnungen, Anmerkungen) | Anmerkungen                                                   |
| Jahr | Titel Musiklabel                    | US | Country | Rock | Anmerkungen                                                   |
| ---- | ----------------------------------- | --- | --- | --- | ------------------------------------------------------------- |
| 2020 | A Rock Big Loud                     | US24 Platin · (19 Wo.)US | Country4 (170 Wo.)Country | — | Erstveröffentlichung: 4. September 2019 Verkäufe: + 1.040.000 |
| 2023 | The Mockingbird & The Crow Big Loud | US4 Platin · (… Wo.)US | Country1 (95 Wo.)Country | Rock1 (… Wo.)Rock | Erstveröffentlichung: 20. Januar 2023 Verkäufe: + 1.000.000   |
| 2024 | Quit Big Loud                       | US23 (2 Wo.)US | — | Rock6 (… Wo.)Rock | Erstveröffentlichung: 12. Juli 2024                           |

## Musikpreise
Bei den Academy of Country Music Awards wurde Hardy 2022 als Songwriter des Jahres ausgezeichnet. Ein Jahr später erhielt er die Preise in den Kategorien Artist Songwriter of the Year, Music Event of the Year und Visual Media of the Year. Insgesamt erhielt er vier Auszeichnungen bei sieben Nominierungen. Er wurde bei den CMT Music Awards 2023 zusammen mit Lainey Wilson den Preis in der Kategorie Collaborative Video of the Year für Wait in the Truck. Darüber hinaus erhielt er eine weitere Nominierungen. Ebenfalls 2023 wurde Wait in the Truck in der Kategorie The Music Video of 2023 ausgezeichnet bei vier weiteren Nominierungen. Hardy wurde zweimal bei den Country Music Association Awards und einmal bei den iHeartRadio Music Awards nominiert, ging jedoch leer aus.

## Privates
Hardy ist seit Oktober 2022 mit Caleigh Ryan verheiratet. Am 7. März 2025 brachte seine Ehefrau eine Tochter zur Welt.